# Erno Vuorinen
Erno "Emppu" Vuorinen (født 24. juni 1978 i Kitee, Finland) er guitarist i det symfoniske metal-band Nightwish. 
Empuu er mest kendt for at starte Nightwish sammen med pianisten Tuomas Holopainen og tidligere sanger Tarja Turunen i 1996.
Han startede med at spille guitar, da han var 12 år gammel, og har siden da spillet i Nightwish, Brother Firetribe, Barilari, Almah, og Altaria.
Vuorinen har været med til at skrive sange fra albummet Oceanborn (1998) og andre albums frem til Dark Passion Play (2007)   Sangen Whoever Brings The Night fra Dark Passion Play er skrevet af Vuorinen alene.

## Diskografi
Med Nightwish:
- Angels Fall First (1996)
- Oceanborn (1998)
- Wishmaster (2000)
- Century Child (2002)
- Once (2004)
- Dark Passion Play (2007)
- Imaginaerum (2011)
- Endless Forms Most Beautiful (2015)

Med Darkwoods My Betrothed:
- Witch-Hunts – 1998

Med Altaria:
- Invitation – 2003

Med Almah:
- Almah – 2006
- Fragile Equality – 2008

Med Brother Firetribe:
- False Metal – 2006
- Heart Full of Fire – 2008